# روجر جي. نيوتن
روجر جي. نيوتن (بالإنجليزية: Roger G. Newton)‏ هو فيزيائي أمريكي، ولد في 30 نوفمبر 1924 في غورجوف ويلكوبولسكي في بولندا، وتوفي في 14 أبريل 2018 في بلومنغتون في الولايات المتحدة.